# ビラ・デ・クルセス
ビラ・デ・クルセス（Vila de Cruces）は、スペイン・ガリシア州ポンテベドラ県のムニシピオ（基礎自治体）。コマルカ・デ・デサに属する。ガリシア統計局によると、2013年の人口は5,934人（2011年：6,325人、2009年：6,475人、2004年：6,779人）。住民呼称はcruceño/-a。カスティーリャ語表記はVilla de Cruces（ビジャ・デ・クルセス）。
ガリシア語話者の自治体住民に占める割合は98.8％（2001年）。

## 地理
ビラ・デ・クルセスはポンテベドラ県の北部に位置し、コマルカ・デ・デサに属する。隣接する自治体は、北はア・コルーニャ県のトウロ、アルスーアとサンティソ、南はシジェーダとラリン、東はアゴラーダ、西はボケイション（ア･コルーニャ県）となっている。
ビラ・デ・クルセスはラリン司法管轄区に属す。

### 人口
住民は28の教区の141の地区（集落）に居住する。
| ビラ・デ・クルセスの人口推移 1900－2010                 |
|                                                         |
| 出典:INE（スペイン国立統計局）1900年 - 1991年、1996年 - |

## 歴史
ビラ・デ・クルセスは1944年までは、それまで自治体の中心地区であったカルビア教区の名称カルビアで呼ばれていた。1944年9月19日、新庁舎がビラ・デ・クルセス地区に建設され、それを機に自治体の名称もビラ・デ・クルセスに変更された。

## 祭り
ビラ・デ・クルセスの守護聖人はノサ・セニョーラ・デ・ピエダーデで、8月4日が守護聖人の日として祝われる（その日が土曜日の場合は翌日）。
- エントロイド（カーニバル） - 多くの教区で催される。
- ガストロノミー - 11月にはクリ祭り（マゴスト）、2月にはチョリソ（チョウリーソ） 、5月にはニワトリなどのフェスティバルがおこなわれる。

また、毎月4日と17日には市が開かれる。

## 政治
自治体首長は、ガリシア国民党（PPdeG）のシェスス・オテーロ・バレーラ（Xesús Otero Varela）、自治体評議員はガリシア国民党：8、ガリシア社会党（PSdeG-PSOE）：3、ガリシア民族主義ブロック（BNG）：2、となっている（2007年自治体選挙結果）。

## 教区
ビラ・デ・クルセスは28の教区に分けられている。
- アニョブレ（サン・ペドロ）
- アルネーゴ（サンタ・マリーア）
- アソレイ（サンタ・マリーア）
- バスクアス（サンタ・マリーニャ）
- ベセーショス（サン・フィス）
- ボダーニョ（サン・マメーデ）
- ブランダリス（サン・ミゲル）
- カマンソ（サン・サルバドール）
- カルビア（サン・ショアン）
- アス・クルセス（ノサ・セニョーラ・ダ・ピエダーデ）
- クメイロ（サン・ペドロ）
- ドゥシャーメ（サン・ミゲル）
- フェレイロス（サン・シェス）
- フォンターオ（サンティアーゴ）
- グレス（サンティアゴ）
- ララーソ（サン・ショアン）
- ローニョ（サン・マメーデ）
- メルサ（サンタ・マリーア）
- オブラ（サン・トメ）
- オイロス（サンタ・マリーア）
- オジャーレス（サンタ・マリーア）
- ピローニョ（サンタ・マリーア）
- ポルトデモウロス（サン・サルバドール）
- サブレーショ（サンタ・マリーア）
- サルゲイロス（サン・ペドロ）
- サン・ペドロ・デ・ロソン（サン・ペドロ）
- サン・トメ・デ・インスア（サン・トメ）
- トイリス（サン・ショアン）